# 体积分数
在化学和流体力学领域裡，混合物中某种物质的体积分数（volume fraction），是该物质体积 {\displaystyle V_{i}} 与混合物“混合前”所有组分体积总和 {\displaystyle \sum _{j}V_{j}} 的比 {\displaystyle \phi _{i}}。
用公式表示，体积分数为：
{\displaystyle \phi _{i}={\frac {V_{i}}{\sum _{j}V_{j}}}}
或简写为：
{\displaystyle \phi _{i}={\frac {V_{i}}{V}}}
国际单位制的單位為m3/m3。

## 體積百分濃度
体积百分浓度（volume percentage concentration，vol%）的概念与体积分数不同，其定义为在一定温度下，混合物中所含某物质体积与混合物体积的百分比；一般用于“溶液”，是溶液中所含溶质体积与溶液体积的百分比。由于其定义使用混合物“混合后”体积，因此仅在计量理想溶液时，两者概念才相似。
体积百分浓度是以百分比（屬於一種無量綱）來表示混合物中某成分濃度的方法。其他無量綱的濃度，如質量百分濃度（質量相對總質量的百分比，符號 wt% 或 mass%）及摩爾百分濃度（摩尔數相對總摩尔數的百分比，符號 mol%）。

## 理想溶液
在理想溶液中，溶液组分的體積有加成性。设此理想混合物（混合溶液）含有 N 种物质，则溶液總體積等於所有组分混合前的體積和：
{\displaystyle V=\sum _{i=1}^{N}V_{i}}
此時的体积分数也可稱為體積濃度（volume concentration），且混合物中各组分的体积分数總和為1：
{\displaystyle \sum _{i=1}^{N}\phi _{i}=1}